# Estrées-lès-Crécy
Estrées-lès-Crécy è un comune francese di 384 abitanti situato nel dipartimento della Somme nella regione dell'Alta Francia.

## Società

### Evoluzione demografica
Abitanti censiti